# Maria z Mangup

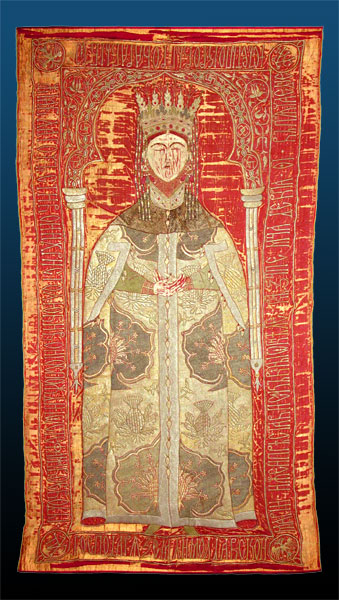
Maria z Mangup

Maria z Mangup (zm. 19 grudnia 1477) – bizantyńska księżniczka, w latach 1472-1477 druga żona hospodara Mołdawii Stefana III Wielkiego, pochodząca z rodziny Gabrasów. 

## Życiorys
Była córką Aleksego I Gabrasa, bizantyńskiego księcia państwa Teodoro na Krymie (1402–1434), i Marii Paleolog. Jej braćmi byli kolejni władcy tego państwa: Aleksy II Gabras (1434–1444), Jan Gabras (1444–1460) i Izaak Gabras (1471–1474). Jej siostrą była Maria z Gotii, pierwsza żona ostatniego cesarza Dawida II Wielkiego Komnena (1458-1461). Maria przybyła do Mołdawii 4 września 1472 roku. Jej ślub ze Stefanem III Wielkim odbył się 14 września. Małżeństwo miało na celu sojusz władców Teodoro na Krymie z Mołdawią w celu pomocy antytureckiej. Maria zmarła w 1477 roku. 